# Pirosomàtids
Els pirosomàtids (Pyrosomatidae) són una família de tunicats de la classe dels taliacis, l'única de l'ordre Pyrosomatida.

## Característiques
Son colonials; cada membre de la colònia mesura uns pocs mil·límetres, té el cos comprimit lateralment i acabat en dos sifons oposats, un bucal orientat cap a l'exterior i un d'atrial orientat cap a l'interior de la colònia. Alguns tenen òrgans bioluminescents formats per bacteris simbionts. A les costes catalanes és ben coneguda l'espècie Pyrosoma atlanticum.

## Taxonomia
La família Pyrosomatidae inclou dues subfamílies, amb tres gèneres i vuit espècies:
- Subfamília Pyrosomatinae Lahille, 1888
  - Gènere Pyrosoma Péron, 1804
  - Gènere Pyrosomella van Soest, 1979
- Subfamília Pyrostremmatinae van Soest, 1979
  - Gènere Pyrostremma Garstang, 1929